# Mooshamer Weiher
Der Mooshamer Weiher ist ein künstlicher See westlich von Moosham in der Gemeinde Egling im Landkreis Bad Tölz-Wolfratshausen. Er wird an der Südseite aufgestaut. Der See entwässert über den Mooshamer Weiherbach im weiteren Verlauf schließlich in die Isar.
Der See liegt im Landschaftsschutzgebiet Mooshamer Weiher. Im nebenan gelegenen Spatenbräufilz, das ebenfalls zu diesem Landschaftsschutzgebiet gehört, wurde früher Torf gestochen, dazu wurde es weitgehend trockengelegt. Seit 1995 wird dieses Hochmoor renaturiert. Man schloss die alten Entwässerungsgräben, was das Gebiet wieder dauerfeucht werden ließ, und entfernte die hochmooruntypischen Fichten, Waldkiefern und Birken.
Der See wird zur Fischzucht genutzt.